# ナフパクトス
ナフパクトス（ギリシア語: Ναύπακτος / Naupaktos）は、ギリシャ共和国西ギリシャ地方エトリア＝アカルナニア県にある都市。行政上はナフパクティア市に属し、同市の中心地区である。
コリンティアコス湾の湾口を抑えるこの都市は、レパント（イタリア語・スペイン語: Lepanto）の名でも知られる。1571年にはこの近海でレパントの海戦が戦われた。

## 名称
日本語文献ではナフパクトスの他、ナウパクトスなどの表記もされる。ラテン文字では、Nafpaktos、Navpaktos、Naupactosなどとも綴る。
ラテン語名はナウパクトゥス (Naupactus)。トルコ語名はİnebahtı。
古代のNaupaktos (Ναύπακτος)の名は、中世後期までにはNepahtos (Νέπαχτος)やEpaktos(Έπακτος)、 Epahtos ( Έπαχτος)といった語に転訛し、リンガフランカではNeopantやNepantあるいは、Lepantと呼ばれた。
14世紀フランス文献ではNepant、Neopant、ヴェネチア文献ではNepanto、Lepantoとの記載がある。
世界史に著名なレパントはこれらに由来し、同市のイタリア語名は現代においてもレパントである。
なお「レパント」（Lepanto）という名称は、地中海東岸地方を意味する「レバント」（英語: Levant、イタリア語・スペイン語: Levante）としばしば間違われるが、無関係である。
19世紀に古代の都市名がギリシャ政府によって復古された。

## 地理
コリンティアコス湾北岸の、西のパトライコス湾への海峡入り口に位置する、海軍戦略上の要所。海水浴場でもある。

## 歴史

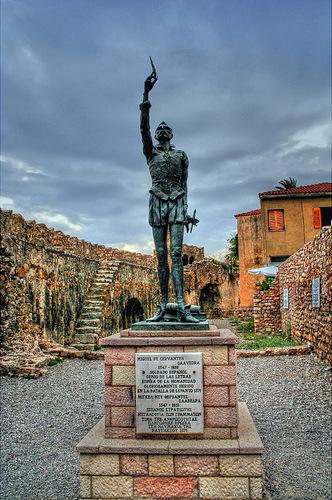
セルバンテス像

紀元前220年、スパルタ・アエトリア同盟軍とマケドニア軍が同盟市戦争 (紀元前220年-紀元前217年)（紀元前220年-紀元前217年）を行なったが、紀元前217年に「ナウパクトスの講和」（古希: Ειρήνη της Ναυπάκτου、英: Peace of Naupactus）を結び、現状維持とした。
1571年、近海でレパントの海戦が戦われた。ミゲル・デ・セルバンテス（小説『ドン・キホーテ』作者）がその戦いに従軍したため、セルバンテスの銅像がある。

## 姉妹都市
- マリーノ, イタリア